# باميلا كونتي
باميلا كونتي (بالإيطالية: Pamela Conti)‏ (4 أبريل 1982 بباليرمو في إيطاليا - ) هي لاعبة كرة قدم إيطالية في مركز الهجوم. شاركت مع منتخب إيطاليا لكرة القدم للسيدات. أما مع النوادي، فقد لعبت مع وسترن نيويورك فلاش وASD Women Torres Calcio ‏ وFC Energy Voronezh ‏ وLevante UD Femenino ‏ وFC Zorky Krasnogorsk (women) ‏ وRCD Espanyol (women) ‏.

## وصلات خارجية
- باميلا كونتي على موقع الاتحاد الدولي (مؤرشف)  (الإنجليزية)
- باميلا كونتي على موقع الاتحاد الأوربي (الإنجليزية)
- باميلا كونتي على موقع إي إس بي إن إف سي (الإنجليزية)
- باميلا كونتي على موقع قاعدة بيانات كرة القدم.إي يو (الإنجليزية)
- باميلا كونتي على موقع Soccerway.com (الإنجليزية)
- باميلا كونتي على موقع عالم كرة القدم.نت (الإنجليزية)